# Souimanga à ceinture rouge
Cinnyris erythrocercus
Espèce
Statut de conservation UICN

 LC  : Préoccupation mineure
Synonymes
- Nectarinia erythrocerca

Le Souimanga à ceinture rouge (Cinnyris erythrocercus), dit aussi Souimanga orné, est une espèce de passereaux de la famille des Nectariniidae. Cette espèce est endémique du continent africain.

## Description

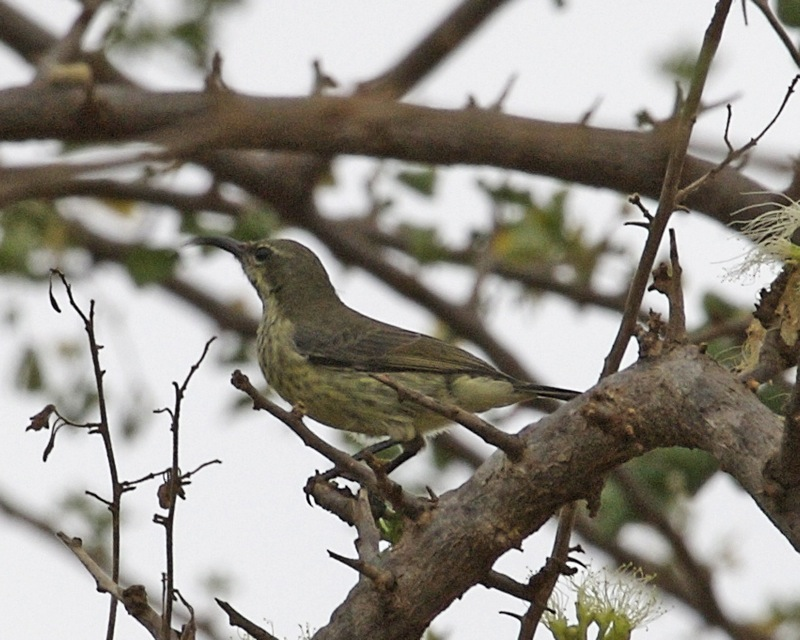
Souimanga à ceinture rouge femelle

## Alimentation
Cet oiseau est nectarivore.

## Répartition
Il est présent en Afrique équatoriale (Burundi, est de la République démocratique du Congo, Kenya, Rwanda, Soudan, Tanzanie, Ouganda).

## Statut et préservation
Cette espèce, déclarée commune sur son aire de répartition, a été classée dans la catégorie LC (préoccupation mineure) par l'UICN.

## Philatélie
Le Rwanda a émis un timbre à l'effigie de cet oiseau en 1982 (voir sur cette page).

## Photos et vidéos
- Galerie photo C.erythrocercus sur African Bird Club
- Photo de N.erythrocerca sur Flickr
- Vidéos & photos sur le site IBC (Internet Bird Collection)